# 大津元一
大津 元一（おおつ もといち、1950年10月 -）は、日本の工学者。専門はナノフォトニクス、アトムフォトニクス、近接場光学。神奈川県横浜市出身。

## 経歴
- 1973年 東京工業大学工学部電子工学科卒業
- 1978年 東京工業大学大学院理工学研究科電子物理工学専攻博士後期課程修了
- 同年 東京工業大学精密工学研究所　助手
- 1982年 東京工業大学理工学国際交流センター　助教授
- 1985年 東京工業大学大学院総合理工学研究科　助教授
- 1986年-87年 東京工業大学を休職し、米国AT&Tベル研究所　研究員
- 1991年 東京工業大学大学院総合理工学研究科　教授
- 2004年 東京大学大学院工学系研究科 教授

2017年現在、東京大学名誉教授、東京工業大学名誉教授、一般社団法人ドレスト光子研究起点代表理事、NPO法人ナノフォトニクス工学推進機構理事長

## 主な受賞歴
- 1988年 第2回日本IBM科学賞
- 1997年 井上学術賞
- 2004年度秋　紫綬褒章[2]
- 2009年 ユリウス・シュプリンガー応用物理学賞
- 2024年 瑞宝中綬章[3][4]

## 主な著書
著者名の記載がないものは単著

『レーザーと原子時計―マイクロ波と光を結ぶ新技術』オーム社、1986年。ISBN 9784274031052。

『コヒーレント光量子工学』朝倉書店、1990年。ISBN 9784254208016。

『ブレークスルーのための極限光技術』オプトロニクス社、1993年。ISBN 9784900474468。

『現代光科学〈1〉―光の物理的基礎』朝倉書店、1994年。ISBN 9784254210262。

『現代光科学〈2〉光と量子』朝倉書店、1994年。ISBN 9784254210279。

『入門レーザー』裳華房、1997年。ISBN 9784785360184。

『光科学への招待』朝倉書店、1999年。ISBN 9784254210309。

『量子エレクトロニクスの基礎』裳華房、1999年。ISBN 9784785360221。

『ナノ・フォトニクス―近接場光で光技術のデッドロックを乗り越える』オプトロニクス社、1999年。ISBN 9784946553035。

『近接場ナノフォトニクス入門』オプトロニクス社、2000年。ISBN 9784900474833。

『光の小さな粒―新世紀を照らす近接場光』裳華房、2001年。ISBN 9784785387396。

『ナノ光工学ハンドブック』朝倉書店、2002年。ISBN 9784254210330。

『近接場光の基礎―ナノテクノロジーのための新光学 ナノフォトニクス、アトムフォトニクスのための微小領域の電磁現象の古典論と量子論』オーム社、2003年。ISBN 9784274024931。

『ナノフォトニクスへの挑戦』米田出版、2003年。ISBN 9784946553172。

『光ナノテクノロジーの基礎』オーム社、2003年。ISBN 9784274197130。

大津元一、小林潔『ナノフォトニクスの基礎』オーム社、2006年。ISBN 9784274202476。

『大容量光ストレージ』オーム社、2008年。ISBN 9784274205101。

『ナノフォトニックデバイス・加工』オーム社、2008年。ISBN 9784274205170。

『光学入門―光の性質を知ろう (先端光技術シリーズ)』朝倉書店、2008年。ISBN 9784254215014。

『先端光技術入門―ナノフォトニクスに挑戦しよう (先端光技術シリーズ)』朝倉書店、2009年。ISBN 9784254215038。

『ドレスト光子―光・物質融合工学の原理』朝倉書店、2013年。ISBN 9784254210408。

『光科学技術革命ドレスト光子はやわかり―異次元の光技術入門』丸善プラネット、2014年。ISBN 9784863451902。

『イラストレイテッド　光の科学』朝倉書店、2014年。ISBN 9784254131130。

『イラストレイテッド　光の実験』朝倉書店、2016年。ISBN 9784254131208。

『これからの光学 ―古典論・量子論・物質との相互作用・新しい光―』朝倉書店、2017年。ISBN 9784254131246。

## 参考
- 研究主題「局在フォトン」